# Sant Bartomeu de Dorve
Sant Bartomeu de Dorve és l'església parroquial romànica del poble de Dorve, en el terme municipal de la Guingueta d'Àneu, a la comarca del Pallars Sobirà. Pertany al territori de l'antic terme d'Unarre.
Està situada a dins del nucli de població, en el seu sector nord, el més elevat del lloc.
Les primeres documentacions de Sant Bartomeu de Dorve no es troben fins al 1553, quan estava integrada en el Deganat de la Vall d'Àneu, i era servida per un co-rector. Més tard n'hi hagué fins a quatre. Al formar part de la jurisdicció de la Vall d'Àneu, era propietat dels comtes de Pallars i al segle xv passà a la casa de Cardona. Actualment roman tancada i sense culte, amb un tram de la nau esfondrat.
És una església d'una sola nau, amb absis semicircular a llevant. La nau està dividida en quatre trams, amb tres arcs torals que en separen els trams. Presenta una irregularitat en la planta, que consisteix en el fet que no presenta un eix recte des dels peus de la nau fins a l'absis, sinó que l'absis es torç cap al nord. La volta és de canó, i, a part de la porta, que s'obre a migdia, té tres finestres de doble vessant, totes tres en el curt tram del mur de migdia de l'absis. Dues capelles més tardanes que l'obra original creen un transsepte davant del presbiteri, que és tancat per un retaule de fusta, de manera que l'absis roman amagat rere el retaule.
A l'exterior, presenta arcades llombardes i lesenes a l'absis, que està molt sobrealçat per damunt de l'obra romànica. Un campanar de torre tardà, situat a l'angle sud-oest del temple, completa l'obra. A l'interior es conserven dues piques romàniques, una de baptismal i una de beneitera.

## Restauració
La restauració es va executar entre el període comprés de gener 2011 a juliol 2011 i va comptar amb una inversió 200.000 euros. Va consistir en la rehabilitació de la coberta, mitjançant desmuntatge i reconstrucció amb pissarra de recuperació; el reforç estructural de la volta de l'església; el drenatge perimetral en la zona de l'absis; el reforç estructural del campanar i reparació d'esquerda; l'adequació del paviment interior i l'adequació de l'accés a l'església i al cementiri, amb consolidació del seu mur.